# Karatschew
Karatschew (russisch Карачев) ist eine Stadt in der Oblast Brjansk (Russland) mit 19.715 Einwohnern (Stand 14. Oktober 2010).

## Geografie
Die Stadt liegt am Ostrand der Mittelrussischen Platte etwa 45 km östlich der Oblasthauptstadt Brjansk an der Sneschet, einem linken Nebenfluss der in den Dnepr mündenden Desna.
Karatschew ist Verwaltungszentrum des gleichnamigen Rajons.

## Geschichte
Karatschew wurde erstmals 1146 urkundlich erwähnt. Ab 1246 war es Zentrum eines autonomen Fürstentums, das zu den Ober-Oka-Fürstentümern zählte.
Ab 1396 gehörte Karatschew zum Großfürstentum Litauen, ab 1503 zum Großfürstentum Moskau.
In der Zeit der Wirren zu Beginn des 17. Jahrhunderts wurde die Stadt von polnisch-litauischen Truppen zerstört, 1662 erneut durch die Krimtataren.
Seit der ersten Hälfte des 18. Jahrhunderts war Karatschew jedoch wieder wichtige Handelsstadt der Region. 1779 wurde das offizielle Stadtrecht als Verwaltungszentrum eines Kreises (Ujesds) verliehen.
Im Zweiten Weltkrieg wurde Karatschew am 6. Oktober 1941 von der deutschen Wehrmacht besetzt und am 15. August 1943 von Truppen der Brjansker Front der Roten Armee im Rahmen der Orjoler Operation zurückerobert. Während der Kämpfe wurde die Stadt praktisch völlig zerstört.

### Bevölkerungsentwicklung
| Jahr | Einwohner |
| ---- | --------- |
| 1897 | 15.493    |
| 1926 | 13.068    |
| 1939 | 17.898    |
| 1959 | 11.209    |
| 1970 | 15.972    |
| 1979 | 19.743    |
| 1989 | 22.446    |
| 2002 | 20.175    |
| 2010 | 19.715    |

Anmerkung: Volkszählungsdaten

## Kultur und Sehenswürdigkeiten
Karatschew besitzt ein Heimatmuseum.
In der Nähe von Karatschew befindet sich ein 300 Meter hoher Sendemast für das Tschaika-Funknavigationssystem.

## Wirtschaft
In Karatschew gibt es Betriebe des Maschinen- und des elektrotechnischen Gerätebaus sowie der Textil- und Lebensmittelindustrie.
Die Stadt liegt an der auf diesem Abschnitt bereits 1868 eröffneten Eisenbahnstrecke Smolensk–Brjansk–Orjol (damals Teil der Riga-Orjoler Eisenbahn).
Durch Karatschew führt auch die Fernstraße R120 Smolensk–Brjansk–Orjol.

## Söhne und Töchter der Stadt
- Leonid von Optina (1768–1841), Mönch und Seelsorger
- Wladimir Tschebotarjow (1921–2010), Drehbuchautor und Filmregisseur
- Alexander Nosdratschow (1931–2022),  Neurophysiologe und Hochschullehrer